# Russian Circles

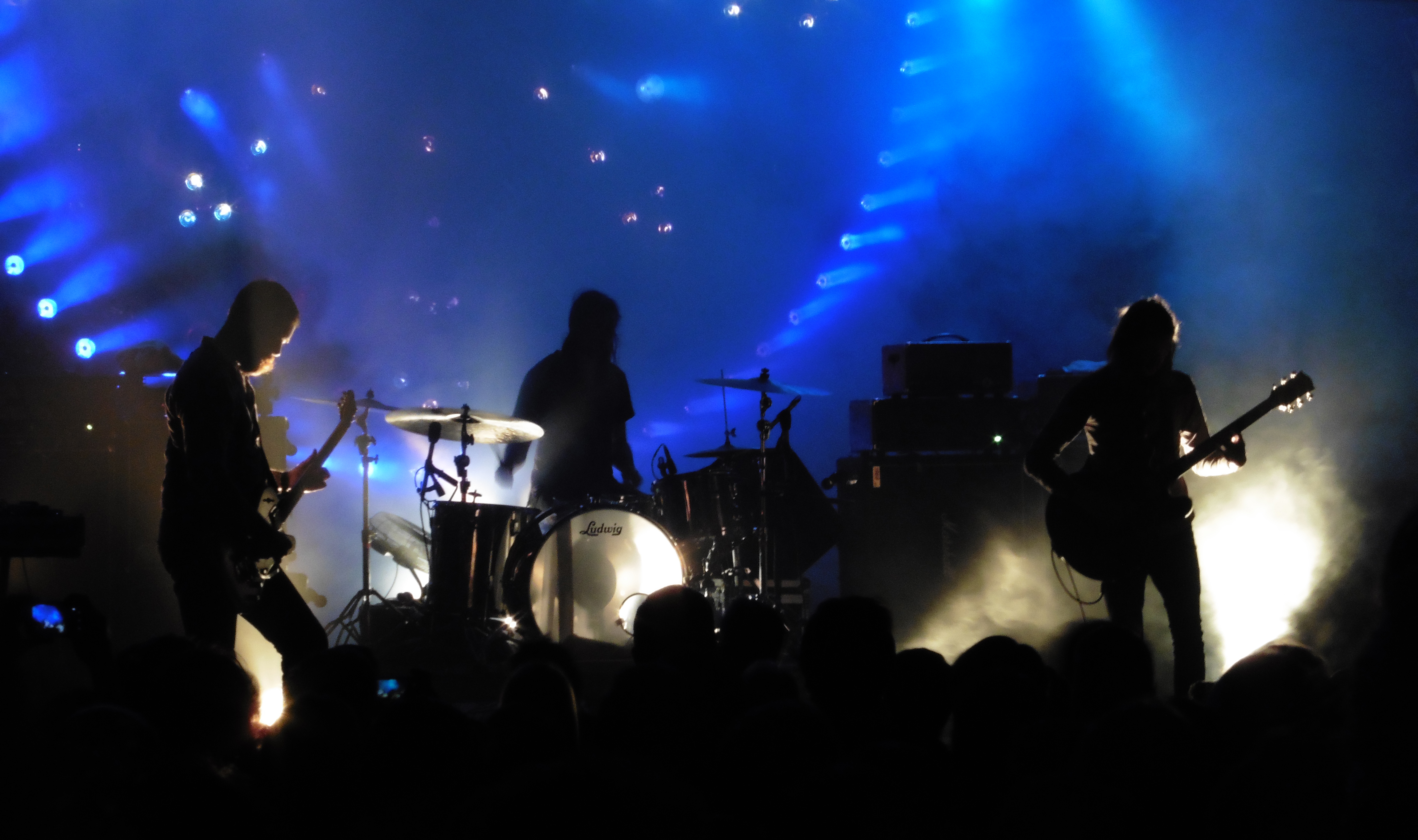
Concierto en Madrid 2015

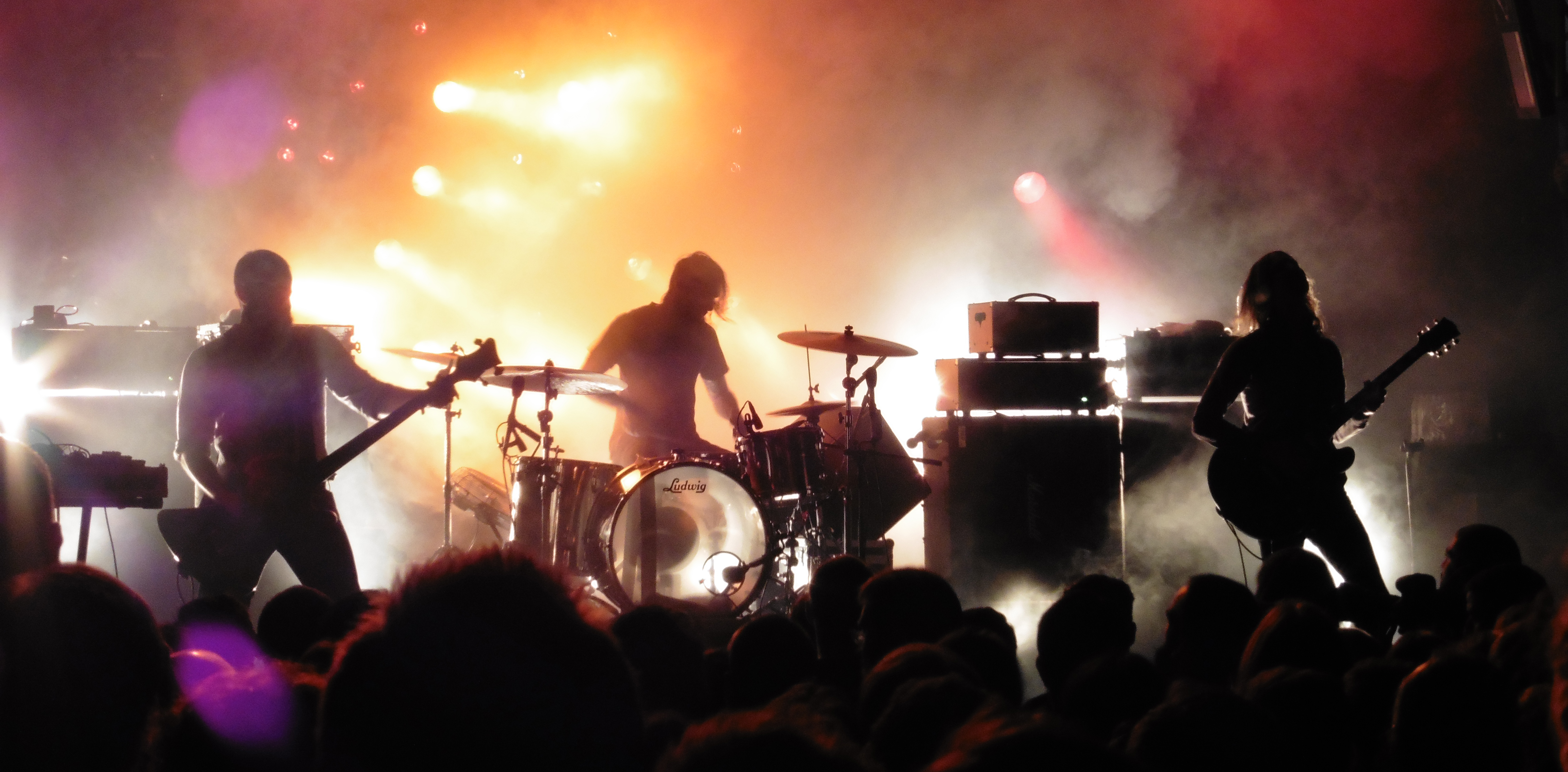
Concierto en Madrid 2015

Russian Circles es una banda instrumental de post-rock/post-metal fundada en Chicago, Illinois en 2004. 
Su nombre procede de una jugada de Hockey sobre hielo.

## Historia
La banda fue formada en 2004 por el guitarrista Mike Sullivan y el bajista Colin DeKuiper (ambos procedentes de la banda Dakota/Dakota), y a quienes se añadió el baterista Dave Turncrantz, antiguo baterista de Riddle of Steel.
Durante los comienzos de la banda, hicieron tours como teloneros para grupos como Boris, Isis, Red Sparowes, Minus the Bear, Daughters, Coheed & Cambria, Mono and Pelican, y también, en 2006 estuvieron en SXSW y en 2009's Bonnaroo. 
Fueron también teloneros de  Tool durante el tour de 2007 por el Reino Unido. 
En otoño de 2007, la banda comunicó el abandono de Colin DeKuiper. En su segundo álbum, Station, Brian Cook (antiguo miembro de Botch y These Arms Are Snakes) se encargó del bajo. En octubre de 2009 fue editado su tercer álbum, Geneva, que llegó al número 24 de la lista Billboard.
En 2011 Russian Circles firmó un contrato con la discográfica Sargent House, que anteriormente fueron los encargados de lanzar las ediciones limitadas de vinilos. El cuarto álbum "Empros" fue lanzado el 25 de octubre de 2011. Después del lanzamiento se organizó un tour, que tuvo como teloneros a Deafheaven.
En mayo de 2013 la banda empezó a grabar su quinto álbum, producido por Brandon Curtis, Memorial, que fue lanzado a finales de octubre de 2013, y que contó con la colaboración de Chelsea Wolfe. Tras ello, empezaron un tour conjunto por el Reino Unido y Europa en Otoño.
Russian Circles lanzó su sexto álbum, "Guidance" el 5 de agosto de 2016 con la discográfica Sargent House de nuevo, producido por Kurt Ballou, miembro de Converge.

## Miembros

### Actuales
- Mike Sullivan – Guitarra (2004-presente)
- Dave Turncrantz – Batería (2004-presente)
- Brian Cook – Bajo (2007-presente)

### Anteriores
- Colin DeKuiper– Bajo (2004-2007)

## Discografía

### Álbumes de estudio
| Año  | Título     | Discográfica                                          |
| ---- | ---------- | ----------------------------------------------------- |
| 2006 | Enter      | Flameshovel/ Sargent House para el Vinilo)            |
| 2008 | Station    | Suicide Squeeze Records/ Sargent House para el Vinilo |
| 2009 | Geneva     | Suicide Squeeze Records/ Sargent House para el Vinilo |
| 2011 | Empros     | Sargent House                                         |
| 2014 | Memorial   | Sargent House                                         |
| 2016 | Guidance   | Sargent House                                         |
| 2019 | Blood Year | Sargent House                                         |
| 2022 | Gnosis     | Sargent House                                         |

### EP y sencillos
| Año  | Título                                                                  | Discográfica            |
| ---- | ----------------------------------------------------------------------- | ----------------------- |
| 2004 | Russian Circles EP'                                                     | auto-editado            |
| 2006 | Upper Ninety                                                            | Suicide Squeeze Records |
| 2008 | Russian Circles / These Arms Are Snakes 12" (Con These Arms Are Snakes) | Sargent House           |